# Edyta Lewandowska (lekkoatletka)
Edyta Lewandowska (ur. 22 listopada 1980) – polska lekkoatletka, specjalistka biegów długodystansowych, mistrzyni Polski.
W trakcie kariery lekkoatletycznej zdobyła mistrzostwo Polski w maratonie w 2009, wicemistrzostwo w biegu na 3000 metrów z przeszkodami w 2001, w biegu na 10 000 metrów i w biegu przełajowym w 2003, w półmaratonie w 2004, 2005, 2006, 2007 i 2008 oraz w maratonie w 2004 i 2008, a także brązowe medale w biegu na 3000 metrów z przeszkodami w 2002 i 2003 oraz w biegu przełajowym w 2002.
Zajmowała czołowe miejsca w wielu biegach maratońskich, m.in. zwyciężyła w maratonie w Koszycach w 2005. Dwukrotnie zajmowała 7. miejsce w Maratonie Berlińskim w 2004 i 2008.

## Kariera sportowa

### Początki i dokonania w lekkiej atletyce
Przed rozpoczęciem profesjonalnej kariery sportowej, już w szkole podstawowej wygrywała szkolne sprawdziany na 600 metrów, dostając się do reprezentacji lekkiej atletyki na wojewódzkie zawody biegowe. Udział w nich zwieńczyła pierwszym sukcesem, zajęła 2. miejsce. Wtedy to, za namową nauczyciela w-fu, zapisała się do sekcji lekkoatletycznej w klubie RKS Łódź i zaczęła systematyczne treningi biegowe. Przygodę ze sportem rozpoczęła w wieku 15 lat – biegi krótsze w kategorii młodzikówe, a później jako junior młodszy – biegi przełajowe i biegi z przeszkodami.
W rozwoju sportowego talentu pomagał jej Michał Bartoszak oraz Zbigniew Nadolski.
W 2003 roku zadebiutowała w Maratonie Berlińskim zajmując 255. miejsce z czasem 02:43:10. W tych samych zawodach wystartowała również w 2004 i 2008 roku zajmując dwa razy 7. miejsce i ustanawiając swój rekord życiowy 2:33:00.

### Debiut w biegach górskich
Już w pierwszym starcie w biegach górskich zajęła pierwsze miejsce w VIII Maratonie Beskidy.

### Treningi biegów górskich
W 2017, podczas zawodów VI Campeonato de Europa de Montaña de Veteranos, zdobyła tytuł Vice Mistrzyni Europy Masters w biegach górskich. Sukces powtórzyła również w 2019.
Reprezentowała Polskę na Mistrzostwach Świata Trail 2018 w ramach biegu Penyagolosa Trails. Z Hiszpanii wróciła z 15. miejscem indywidualnie i 7 w drużynie.
W 2019 wystąpiła w biegu Etna Trail, gdzie zwyciężyła, poprawiając rekord trasy o prawie 3 godziny.
W 2020 roku zdobyła 2. miejsce w Dynaft Trail Run w Austrii. Zadebiutowała również na trasie Skyrunning Vertical w biegu na Kasprowy Wierch, zdobywając tytuł wicemistrzyni Polski. 

## Rekordy życiowe[10][11]
| Konkurencja                        | Data i miejsce               | Wynik    |
| ---------------------------------- | ---------------------------- | -------- |
| bieg na 5000 metrów                | 2 lipca 2004, Bydgoszcz      | 16:16,72 |
| bieg na 10 000 metrów              | 9 maja 2004, Police          | 33:33,61 |
| półmaraton                         | 5 września 2004, Piła        | 1:13:41  |
| maraton                            | 28 września 2008, Berlin     | 2:33:00  |
| bieg na 3000 metrów z przeszkodami | 7 września 2002, Częstochowa | 10:06,70 |